# Самлавкі
Самлавкі (пол. Samławki, нім. Samlack) — село в Польщі, у гміні Кольно Ольштинського повіту Вармінсько-Мазурського воєводства.
Населення — 168 осіб (2011).
У 1975-1998 роках село належало до Ольштинського воєводства.

## Демографія
Демографічна структура станом на 31 березня 2011 року:
|          | Загалом | Допрацездатний вік | Працездатний вік | Постпрацездатний вік |
| -------- | ------- | ------------------ | ---------------- | -------------------- |
| Чоловіки | 82      | 13                 | 61               | 8                    |
| Жінки    | 86      | 14                 | 51               | 21                   |
| Разом    | 168     | 27                 | 112              | 29                   |